# Grónská cena za kulturu
Grónská cena za kulturu (dánsky Den Grønlandske Kulturpris, grónsky Kalaallit Nunaanni kulturilerisunut nersornaat) je cena každoročně udělovaná grónskou vládou.
Laureáty a laureátky ceny nominuje grónský ministr kultury a cena je udělována 21. června, v den grónského státního svátku. Poprvé byla udělena v roce 1982 a od té doby je udělována jedné nebo více osobám či institucím, které obohacují kulturní život v Grónsku. Cena je spojena s finanční odměnou ve výši 50 000 Korun.
Od roku 2016 se uděluje také cena za povzbuzení (dánsky Opmuntringspris, grónsky Kajumissaasiut), která má motivovat a podporovat mladé kulturní talenty. Vítězové této ceny získávají 10 000 Korun.

## Laureáti a laureátky
1982: NIPE, Otto Sandgreen, Peter Enoksen, Anthon Berthelsen

1983: Hans Lynge, Jakob II Egede

1984: Frederik Nielsen, Simon Kristoffersen

1985: Jens Rosing, Villads Villadsen

1986: Manasse Mathæussen

1987: Knud Rasmussenip Højskolia

1988: Martha Biilmann, Hans Christian Petersen

1989: Aka Høegh, Kiistat Lund, Rasmus Lyberth

1990: Christian Berthelsen

1991: Gudrun Chemnitz

1992: Hans A. Hansen, Malik Høegh

1993: Robert Petersen, Jens Jørgen Fleischer, Jens Danielsen

1994: Qaannat Kattuffiat

1995: Pauline Motzfeldt Lumholt, Nuuk Posse

1996: Karl Heilmann, Gerth Pîvât]]

1997: Ulloriannguaq Kristiansen

1998: Avannaata Qimussersua

1999: Hans Anthon Lynge, Silamiu

2000: Bodil Kaalund, Juaaka Lyberth

2001: Maaliaaraq Vebæk

2002: Thue Christiansen, Pilunnguaq Lynge

2003: NIPE, Julie Berthelsen

2004: Jørgen Fleischer

2005: Regine Brandt, Benedikte Brandt

2006: Simon Løvstrøm, Enok Poulsen

2007: Ruth Motzfeldt, Per Rosing

2008: Anna Kûitse Thastum, Priscilla Josefsen

2009: Miilu Lars Lund, Johanne Bech

2010: Arnat Peqatigiit Kattuffiat

2011: Makka Kleist, Frederik Kristensen

2012: Anne-Birthe Hove, Ole Kristiansen

2013: Jørgen Kristensen, Qaanaami Aalisartut Piniartut Peqatigiit, NAIP

2014: Jørgen Kleemann, Atuagassiaq Kalaaleq, Magnus Larsen

2015: Inuk Silis-Høegh

2016: Siiva Fleischer

2017: Ville Siegstad, Niels Henrik Lynge

2018: Ida Heinrich

2019: Pipaluk K. Jørgensen

2020: Pele Møller

2021: Mads Grønvold, Neriusaaq

2022: Niviaq Korneliussen, Tønnes Kreutzmann

2023: Liv Aurora Jensen, Peter Jensen

## Cena za povzbuzení
- 2016: Sørine Steenholdt
- 2017: Josef Tarrak-Petrussen
- 2018: Marc Fussing Rosbach
- 2019: Eino Táunâjik
- 2020: Jens Christian Lyberth Lennert
- 2021: Seqininnguaq Lynge Poulsen
- 2022: neuděleno
- 2023: neuděleno